# 育秧移栽
育秧移栽是一種水稻種植方式，以特殊施肥和整理過的土地先將稻種栽培至發秧，稱為苗床階段，再移往大田間種植到收穫。

## 特點
育秧移栽法最大好處是可以種活許多高抗病、抗蟲害的品種，壞處則是相對於直播法過程多消耗極大人力和心力，對於勞動人口較少的農家來說難以負擔，或是要另花錢請農工幫忙。
而直播法的稻種只要翻土後直接將種子灑在田中之後噴藥或施肥就可以等收成，省去所有育秧移栽過程，省力不少，然而多數直播品種抗病蟲能力差若是遭遇事故可能全部絕收。例如2014年中國安徽省懷遠縣就發生農民大規模種植直播品種，結果當年度氣候較濕爆發稻瘟，過半數農田絕收導致平均每戶農家損失8萬人民幣左右的事故。目前中华人民共和国农业部規定所有的直播品種都要經過審定有一定優化抗病害才能銷售，然而還是有不少企業販售未經審定的品種，導致不少事故發生，許多農戶也貪圖方便以碰運氣的方式栽種未審定的直播種。
由此可知免育秧移栽的直播種且又能抗病蟲害，是各國農業科技攻關的主題之一，可以帶來極大國家利益，所以也有不少生物科技產物的直播種面市，然而大致上來說育秧移栽品種的抗病能力還是最強。

## 做法
各品種水稻育秧移栽的最佳方法略有不同，以最常見法為例
- 将种子用重量比1∶1000的强氯液浸泡24小时
- 以背风向阳約20平方米土地為苗床，施2公斤磷酸钙和1公斤钾肥，0.3公斤尿素
- 澆水後整地將地打成泥漿狀，將带有孔穴的塑料育秧盘密接放置
- 细土注入每个塑料孔並放入種子，上盖土厚5-6mm，之後噴水蓋地膜
- 除炼苗、施肥、施药时揭膜外,其它时间一律不揭膜，出苗後每星期澆水一次
- 移栽前施一次防螟虫及稻瘟病農藥
- 大田整土後每亩施磷肥50公斤、碳铵50公斤、氯化钾20公斤
- 移栽前3天停止对苗床浇水，之後完整連根起苗，插秧移栽大田，1天後澆水。[3]